# Filmografia di Fred Armisen

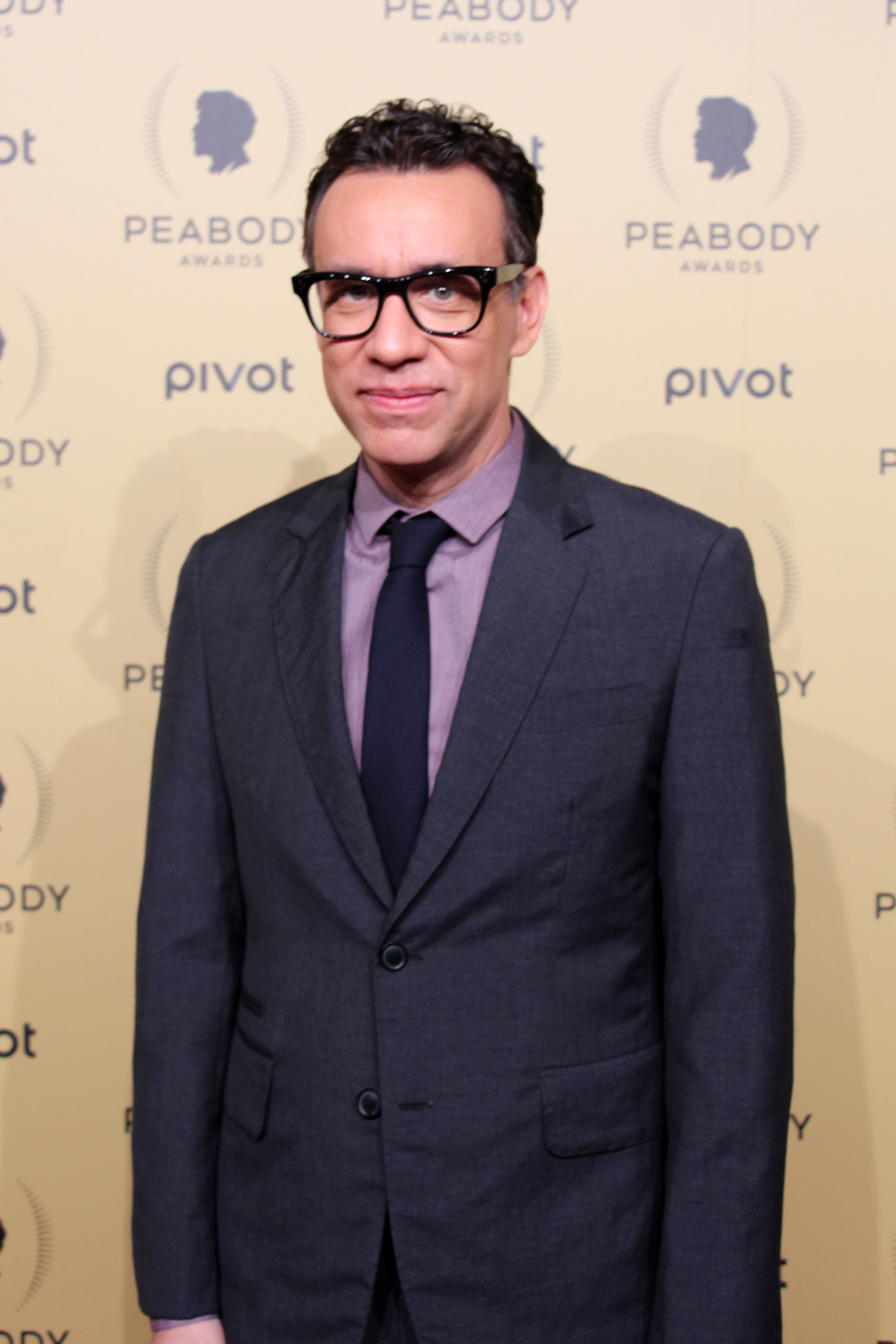
Fred Armisen ai Peabody Awards del 2015

La filmografia di Fred Armisen, attore, doppiatore e comico statunitense.

## Attore

### Cinema
- Guide to Music and South by Southwest, regia di Fred Armisen - cortometraggio (1998)
- Il sogno di Calvin (Like Mike), regia di John Schultz (2002)
- Melvin Goes to Dinner, regia di Bob Odenkirk (2003)
- The Frank International Film Festival, regia di Bob Odenkirk - cortometraggio direct-to-video (2003)
- EuroTrip, regia di Jeff Schaffer (2004)
- Anchorman - La leggenda di Ron Burgundy (Anchorman: The Legend of Ron Burgundy), regia di Adam McKay (2004)
- Wake Up, Ron Burgundy: The Lost Movie, regia di Adam McKay (2004) – direct-to-video
- Deuce Bigalow - Puttano in saldo (Deuce Bigalow: European Gigolo), regia di Mike Bigelow (2005) - non accreditato
- Kiss Me Again, regia di William Tyler Smith (2006)
- Griffin & Phoenix, regia di Ed Stone (2006) - non accreditato
- Tenacious D e il destino del rock (Tenacious D in The Pick of Destiny), regia di Liam Lynch (2006)
- Conciati per le feste (Deck the Halls), regia di John Whitesell (2006)
- Fast Track, regia di Jesse Peretz (2006)
- Una carriera a tutti i costi (The Promotion), regia di Steve Conrad (2008)
- Baby Mama, regia di Michael McCullers (2008)
- Christmas on Mars, regia di Wayne Coyne, Bradley Beesley e George Salisbury (2008)
- The Rocker - Il batterista nudo (The Rocker), regia di Peter Cattaneo (2008)
- Bang Blow & Stroke, regia di Brian Spitz - cortometraggio direct-to-video (2008)
- I Love Shopping (Confessions of a Shopaholic), regia di P. J. Hogan (2009)
- Laureata... e adesso? (Post Grad), regia di Vicky Jenson (2009)
- Poliziotti fuori - Due sbirri a piede libero (Cop Out), regia di Kevin Smith (2010)
- Presidential Reunion, regia di Ron Howard e Jake Szymanski - cortometraggio (2010)
- Cani & gatti - La vendetta di Kitty (Cats & Dogs: The Revenge of Kitty Galore), regia di Brad Peyton (2010)
- Easy Girl (Easy A), regia di Will Gluck (2010)
- Il dittatore (The Dictator), regia di Larry Charles (2012)
- Vampire Weekend: Unstaged, regia di Steve Buscemi e Alex Colletti - cortometraggio direct-to-video (2013)
- The Sexiest Elbows in Rock Music, regia di Rod Blackhurst - cortometraggio (2014)
- Fred Armisen Joins the Flaming Lips, regia di Andrew Bush - cortometraggio (2014)
- Every Morning, regia di Danny Jelinek - cortometraggio (2014)
- Addicted to Fresno, regia di Jamie Babbit (2015)
- George and the Vacuum, regia di Chadd Harbold - cortometraggio (2015)
- Estate a Staten Island (Staten Island Summer), regia di Rhys Thomas (2015)
- Zoolander 2, regia di Ben Stiller (2016)
- Ordinary World, regia di Lee Kirk (2016)
- Resurgence: Its Early Albuquerque - direct-to-video (2016)
- The Little Hours, regia di Jeff Baena (2017)
- L'autostrada (Take the 10), regia di Chester Tam (2017)
- Band Aid, regia di Zoe Lister-Jones (2017)
- La battaglia dei sessi (Battle of the Sexes), regia di Jonathan Dayton e Valerie Faris (2017)
- Cabiria, Charity, Chastity, regia di Natasha Lyonne - direct-to-video (2017)
- Game Over, Man!, regia di Kyle Newacheck (2018) - Fred Armisen
- Adams, regia di Tom Stern - cortometraggio (2019)
- Jay e Silent Bob - Ritorno a Hollywood (Jay and Silent Bob Reboot), regia di Kevin Smith (2019)
- All Together Now, regia di Brett Haley (2020)
- How It Ends, regia di Zoe Lister-Jones e Daryl Wein (2021)
- Too Late, regia di D.W. Thomas (2021)
- Spin Me Round - Fammi girare (Spin Me Round), regia di Jeff Baena (2022)
- Nella bolla (The Bubble), regia di Judd Apatow (2022)
- Clerks III, regia di Kevin Smith (2022)
- Unfrosted - Storia di uno snack americano (Unfrosted), regia di Jerry Seinfeld (2024)

### Televisione
- Late Friday - serie TV, episodi 1x08-1x12 (2001)
- Next!, regia di Keith Truesdell – film TV (2002)
- Late World with Zach - serie TV, 34 episodi (2002)
- Saturday Night Live – serie TV, 283 episodi (2002-2023)
- Comedy Lab – serie TV, episodio 6x01 (2004)
- Soundtrack Live - film TV (2004)
- Tom Goes to the Mayor - serie TV, episodio 2x03 (2006)
- Tim and Eric Nite Live – serie TV, episodio 1x03 (2007)
- 30 Rock – serie TV, episodi 2x06-6x19 (2007-2012)
- Human Giant – serie TV, 2 episodi (2008)
- The Sarah Silverman Program. - serie TV, episodio 2x10 (2008)
- Blue Man Group: How to Be a Megastar 2.0, regia di Dan Eckman e Hank Lena – film TV (2008)
- Tim and Eric Awesome Show, Great Job! – serie TV, episodi 2x09-5x10 (2008-2010)
- Saturday Night Live: Weekend Update Thursday - serie TV, 8 episodi (2008-2012)
- Parks and Recreation - serie TV, episodio 2x05 (2009)
- Your Pretty Face Is Going to Hell, regia di Dave Willis – film TV (2011)
- Yo Gabba Gabba! - serie TV, episodio 3x10 (2011)
- Portlandia – serie TV, 79 episodi (2011-2018)
- Up All Night – serie TV, episodio 1x23 (2012)
- The Front Desk - serie TV, 1 episodio (2012)
- Vancouvria - serie TV, episodio 2x01 (2012)
- Kroll Show – serie TV, episodio 1x06 (2013)
- This One Time - serie TV, episodio 1x04 (2013)
- Tubbin' with Tash - serie TV, episodio 1x06 (2013)
- Ambiance Man - serie TV, 4 episodi (2013-2014)
- Brooklyn Nine-Nine - serie TV, 4 episodi (2013-2021)
- Super Fun Night - serie TV, episodio 1x12 (2014)
- Broad City - serie TV, episodio 1x01 (2014)
- House of Lies - serie TV, episodio 3x10 (2014)
- Chosen - serie TV, episodio 1x09 (2014)
- Modern Family - serie TV, episodio 1x09 (2014)
- 7 Days in Hell, regia di Jake Szymanski - film TV (2015)
- Deadbeat - serie TV, episodio 2x06 (2015)
- The Jim Gaffigan Show - serie TV, episodio 1x01 (2015)
- Man Seeking Woman - serie TV, episodi 1x05-2x06 (2015-2016)
- Difficult People - serie TV, episodi 1x04-2x04-3x03 (2015-2017)
- Documentary Now! – serie TV, 20 episodi (2015-2022)
- Portlandia Presents: Talkative Driver - serie TV, episodio 1x01 (2016)
- New Girl – serie TV, episodio 5x04 (2016)
- 5-Second Films - serie TV, episodi 9x01-9x04 (2016)
- Blunt Talk - serie TV, episodio 2x06 (2016)
- Rudy, regia di Titmouse - film TV (2016)
- Unbreakable Kimmy Schmidt - serie TV, 5 episodi (2016-2019)
- Michael Bolton's Big, Sexy Valentine's Day Special, regia di Scott Aukerman e Akiva Schaffer - speciale TV (2017)
- Lady Dynamite - serie TV, episodio 2x06 (2017)
- A Christmas Story Live!, regia di Scott Ellis e Alex Rudzinski - film TV (2017) - Elf
- The Last Man on Earth – serie TV, 4 episodi (2017-2018)
- The Book of Dog, regia di Charlie Tyrell - miniserie TV (2018)
- Splitting Up Together - serie TV, episodio 1x06 (2018)
- Forever – serie TV, 8 episodi (2018)
- Fortune Rookie - serie TV, episodi 1x01-1x08  (2018)
- Los Espookys - serie TV, 12 episodi (2018-2022)
- Crazy Ex-Girlfriend - serie TV, episodio 4x09 (2019)
- At Home with Amy Sedaris - serie TV, episodio 2x07 (2019)
- Superstore - serie TV, episodio 5x08 (2019)
- Curb Your Enthusiasm - serie TV, episodio 10x06 (2020)
- Miracle Workers - serie TV, episodio 2x06 (2020)
- The Second City Presents: The Last Show Left on Earth - serie TV, episodio 1x02 (2020)
- Unbreakable Kimmy Schmidt: Kimmy vs il Reverendo (Kimmy vs the Reverend), regia di Claire Scanlon - film TV (2020)
- Mapleworth Murders - serie TV, episodi 1x07-1x08 (2020)
- Sarah Cooper: Everything's Fine, regia di Natasha Lyonne - speciale TV (2020)
- Moonbase 8 – serie TV, 6 episodi (2020)
- Shrill - serie TV, episodi 3x06-3x08 (2021)
- Schmigadoon! - serie TV, 6 episodi (2021)
- Toast of Tinseltown - serie TV, 5 episodi (2022)
- Super Pumped: The Battle for Uber( - serie TV, episodio 1x02 (2022)
- Our Flag Means Death - serie TV, episodi 1x03-1x06-1x08 (2022)
- The Kids in the Hall - serie TV, episodio 1x06 (2022)
- Above Average Presents - serie TV, episodio 2x07 (2022)
- What We Do in the Shadows - serie TV, episodio 4x03 (2022)
- This Fool - serie TV, episodio 1x09 (2022)
- Mercoledì (Wednesday) – serie TV, episodi 1x07-2x04 (2022-2025) - Zio Fester
- La pazza storia del mondo: Parte II (History of the World: Part II), regia di Alice Mathias, David Stassen, Lance Bangs e Nick Kroll - miniserie TV (2023)
- Barry - serie TV, episodio 4x03 (2023)
- I Think You Should Leave with Tim Robinson - serie TV, episodio 3x01 (2023)
- Unstable - serie TV, 10 episodi (2023-2024)
- Fallout – serie TV, episodio 1x07 (2024)
- Primus Interstellar Drum Derby - serie TV, 10 episodi (2025)

### Videoclip
- The Lonely Island Great Day, regia di Akiva Schaffer e Jorma Taccone (2010)
- The Clash The Last Gang in Town, regia di Matt and Oz (2013)
- Jenny Lewis She's Not Me, regia di Jenny Lewis (2015)
- Jeff Tweedy Gwendolyn, regia di James Fleischel (2020)
- George Harrison My Sweet Lord, regia di Lance Bangs (2021)
- Lol Tolhurst x Budgie x Jacknife Lee feat. Isaac Brock We Got to Move, regia di Daniel Rashid (2023)
- Danielson Come and Save Me, regia di Chris White (2024)

## Doppiatore

### Cinema
- Aqua Teen Hunger Force Colon Movie Film for Theaters, regia di Matt Maiellaro e Dave Willis (2007)
- I Puffi (The Smurfs), regia di Raja Gosnell (2011)
- The Smurfs: A Christmas Carol, regia di Troy Quane - cortometraggio (2011)
- Fun World, regia di Barry Mills - cortometraggio (2012)
- I Puffi 2 (The Smurfs 2), regia di Raja Gosnell (2013)
- Looney Tunes: Due conigli nel mirino (Looney Tunes: Rabbits Run), regia di Jeff Siergey - direct-to-video (2015) - Speedy Gonzales
- Phantom Boy, regia di Jean-Loup Felicioli e Alain Gagnol (2015)
- The House of Tomorrow, regia di Peter Livolsi (2017) - Narratore
- LEGO Ninjago - Il film (The Lego Ninjago Movie), regia di Charlie Bean, Paul Fisher e Bob Logan (2017)
- I Mitchell contro le macchine (The Mitchells vs the Machines), regia di Michael Rianda e Jeff Rowe (2021)
- Super Mario Bros. - Il film (The Super Mario Bros. Movie), regia di Aaron Horvath e Michael Jelenic (2023)
- Thelma l'unicorno (Thelma the Unicorn), regia di Jared Hess e Lynn Wang (2024)

### Televisione
- Crank Yankers – serie animata, 12 episodi (2003-2007)
- Aqua Teen Hunger Force – serie animata, episodi 3x12-5x01 (2004-2008)
- Squidbillies - serie animata, 18 episodi (2005-2011)
- Tom Goes to the Mayor – serie animata, episodio 2x03 (2006)
- Freak Show – serie animata, episodi 1x05-1x07-1x06 (2006)
- Ugly Americans – serie animata, episodio 1x06 (2010)
- The Looney Tunes Show – serie animata, 27 episodi (2011-2013) - Speedy Gonzales
- Starz on the Set: A Look Behind the Smurfs 3D, regia di Greg Socher - cortometraggio TV (2011)
- Unsupervised – serie animata, 6 episodi (2012)
- I Simpson (The Simpsons) - serie animata, episodi 24x07-34x17 (2012-2023)
- Bob's Burgers – serie animata, episodio 3x11 (2013)
- Out There – serie animata, 10 episodi (2013)
- The Smurfs: The Legend of Smurfy Hollow, regia di Stephan Franck - film TV (2013)
- The Awesomes - serie animata, 5 episodi (2013-2015)
- Archer - serie animata, 5 episodi (2014)
- Mike Tyson Mysteries - serie animata, 4 episodi (2014-2020) - Leprechaun, Raúl Castro
- Long Live the Royals, regia di Phil Rynda e Cole Sanchez - miniserie animata (2015)
- Robot Chicken - serie animata, 4 episodi (2015-2022) - Archie Andrews, Maxwell Lord
- Son of Zorn - serie animata, episodio 1x13 (2017)
- Comrade Detective - serie TV, episodio 1x04 (2017)
- Animals. - serie animata, episodi 2x07-2x08 (2017)
- I Love You, America - serie TV, episodio 1x10-1x19 (2017-2018)
- Natura Gatto (Nature Cat) - serie animata, 7 episodi (2017-2018)
- Big Mouth – serie animata, 81 episodi (2017-2025)
- Final Space - serie animata, 36 episodi (2018-2021)
- American Dad! - serie animata, episodio 14x15 (2019)
- Star Wars: Resistance - serie animata, episodio 2x12 (2019)
- Central Park - serie animata, episodi 1X04-1X09 (2020)
- Elena di Avalor (Elena of Avalor) - serie animata, episodio 3x28 (2020)
- Cinema Toast - serie TV, episodio 1x01 (2021)
- Bless the Harts - serie animata, episodio 2x23 (2021)
- Centaurworld - Il mondo dei centauri (Centaurworld) - serie animata, 7 episodi (2021)
- Saturday Morning All Star Hits! - serie animata, episodi 1x05-1x06-1x07 (2021)
- Do, Re & Mi - serie animata, 14 episodi (2021-2022)
- Agent Elvis - serie animata, episodio 1x01 (2023) - Charles Manson
- Royal Crackers - serie animata, episodio 1x03 (2023)
- HouseBroken - serie animata, episodio 2x14 (2023)
- Carol e la fine del mondo (Carol & The End of the World), regia di Luis Grané, Erica Hayes, Mollie Helms e Bert Youn - miniserie animata (2023)

### Videogiochi
- Grand Theft Auto IV (2008)
- Red Dead Redemption (2010)
- The Smurfs 2 (2013)
- Grand Theft Auto V (2013)
- Red Dead Redemption II (2018)

## Regista

### Cinema
- Guide to Music and South by Southwest - cortometraggio (1998)
- Kings of Leon for American Express Unstaged - direct-to-video (2013)

### Televisione
- Fred – serie TV, episodi sconosciuti (1999)
- Portlandia - serie TV, episodio 7x10 (2017)

## Sceneggiatore

### Cinema
- Guide to Music and South by Southwest, regia di Fred Armisen - cortometraggio (1998)
- The Frank International Film Festival, regia di Bob Odenkirk - cortometraggio direct-to-video (2003)
- Paul Simon at the NY Auto Show, regia di Alice Mathias - direct-to-video (2016)

### Televisione
- Fred – serie TV, episodi sconosciuti (1999)
- Portlandia – serie TV, 79 episodi (2011-2018)
- Saturday Night Live: 40th Anniversary Special, regia di Don Roy King - speciale TV (2015)
- Documentary Now! – serie TV, 27 episodi (2015-2022)
- Portlandia Presents: Talkative Driver - serie TV, episodi sconosciuti (2016)
- Moonbase 8 – serie TV, 6 episodi (2020)
- Los Espookys - serie TV, 12 episodi (2018-2022)

### Videoclip
- The Clash The Last Gang in Town, regia di Matt and Oz (2013)